# Filareto Bracâmio
Filareto Bracâmio (em latim: Philaretus Brachamius; em grego: Φιλάρετος Βραχάμιος; romaniz.: Philaretos Brachámios; em armênio/arménio: Փիլարտոս Վահրամ Վարաժնունի; romaniz.: Pʼilartos Vahram Varažnuni) foi um distinto general bizantino e senhor da guerra de herança armênia. Foi por um tempo um pretendente ao trono imperial contra o imperador Miguel VII (r. 1071–1078). Filareto é atestado em selos como taxiarcas (comandante de um regimento de infantaria), bem como protoespatário e topoterita (comandante adjunto) dos tagmas da Capadócia, depois como magistro e duque, e finalmente como curopalata e duque.

## Antecedentes
Desde as décadas de 1060-1070, as terras altas armênias e as montanhas Antitauro foram expostas aos guerreiros turcomanos e seu governo, enquanto a presença de senhores cristãos locais na região que se estendia da planície da Cilícia até Diar Mudar persistiu.

## Vida
Filareto é descrito por Miguel, o Sírio como tendo um "caráter duro e robusto", enquanto Mateus de Edessa o via como um "príncipe sem lei e muito maligno". Ocupava um alto comando no exército de Romano IV. Em 1069, recebeu o comando do principal exército bizantino que protegia a fronteira da Mesopotâmia enquanto Romano participava do cerco de Aquelate. Foi derrotado pelos turcos seljúcidas que avançaram profundamente na Capadócia e na Licaônia e saquearam à vontade antes de recuar rapidamente com seus despojos. Esteve presente na Batalha de Manzicerta em 1071, onde comandou uma divisão do exército de Romano, e permaneceu à frente de um considerável corpo de tropas após a derrota.
No rescaldo da batalha, comandou as forças da fortaleza Romanópolis, e com a morte de Romano assumiu o título de imperador. Como o único general bizantino remanescente no sudeste, estabeleceu um reino quase autônomo. O núcleo de seu exército era composto por oito mil "francos" (normandos) sob Raimbaldo. Em 1078, no início do governo de Nicéforo III, concordou em abandonar suas reivindicações imperiais com a condição de que Botaniates o nomeasse duque de Antioquia, que incluía Edessa.
Ele manteve seu ducado até que os turcos começaram a pressioná-lo fortemente. Em dezembro de 1084, perdeu Antioquia para Solimão I, governante dos turcos de Rum. Em 1087, Edessa caiu para Maleque Xá I e Filareto escapou de volta à fortaleza da Germaniceia; no entanto, algumas fontes indicam que morreu em 1086. Foi o último doméstico das escolas do Oriente conhecido. Seus filhos entregaram Germaniceia aos nobres da Primeira Cruzada em 1098. Após sua morte, seu principado se desfez e vários outros armênios assumiram o controle de frações dele: Basílio, o Ladrão controlava a área de Caissune, Rabã e Herongla, Teodoro controlava Edessa, Gabriel controlava Melitene e um certo Constantino a cidade de Gargar.